# Блази, Умберто
Умберто Блази (итал. Umberto Blasi, 12 октября 1886, Рим — 11 июля 1938, Рим) — итальянский легкоатлет, выступавший в марафонском беге. Участник летних Олимпийских игр 1908 года.

## Биография
Умберто Блази родился 12 октября 1886 года в Риме.
Выступал в легкоатлетических соревнованиях за «Умберто I» из Рима. Трижды становился чемпионом Италии в марафоне — в 1908 году в Риме, в 1909 году в Милане, в 1914 году в Леньяно. 
В 1908 году вошёл в состав сборной Италии на летних Олимпийских играх в Лондоне. Выступал в марафонском беге, но не смог завершить дистанцию, сойдя в районе 13-го километра.
В сентябре 1909 года менее чем за 20 дней выиграл три марафонских забега, включая чемпионат страны.
В 1910 году несколько месяцев соревновался в США, однако не добился значимых успехов.
Умер 11 июля 1938 года в Риме.

## Личный рекорд
- Марафон — 2:38.01 (1914)[1]